# ヴィトール・ウーゴ・ナウム・ドス・サントス
ヴィチーニョ（Vitinho）ことヴィトール・ウーゴ・ナウム・ドス・サントス（ポルトガル語: Olávio Vieira dos Santos Júnior、1999年4月1日 - ）は、ブラジルのサッカー選手。FCディナモ・キーウ所属。ポジションはMF。

## クラブ歴
アトレチコ・パラナエンセで下部組織からトップチームに昇格。トップチームでの初出場は2018年2月15日のカンピオナート・パラナエンセであった。
2021年8月31日、FCディナモ・キーウと5年契約を結んだ。